# Aero A-42
Aero A-42 byl rychlý jednomotorový bombardovací hornoplošník vyvinutý československou společností Aero. Práce na něm probíhaly v letech 1930–1933. Postaveny byly pouze dva prototypy. Byl to první jednoplošný bombardér vyvinutý československým průmyslem.

## Vývoj
Letoun byl roku 1930 vyroben ve dvou prototypech (výrobní čísla A.42.1 a A.42.2). Oba se ve stejném roce účastnily leteckého závodu kolem Malé Dohody a Polska, obsadily však až osmé a dvanácté místo. Reputaci si měly zlepšit překonáním pěti mezinárodních a šestnácti národních rekordů. Přitom jej pilotoval rotmistr Vojtěch Svozil. Mezinárodní rekordy letoun získal v rychlosti na uzavřené trati 1000 km bez nákladu, dále se zátěží 500 a 1000 kg. Rekordy v rychlosti letu bez zátěže a se zátěží 500 kg dokázal ještě vylepšit. Již za několik dnů jej však o tyto dva rekordy připravil dvouplošník Letov Š-516. Stroj díky těmto rekordům vzbudil velký zájem. Zbývající rekord (trať 1000 km s nákladem 1000 kg) dokonce vyvolal diplomatický protest Německa.
V letech 1931–1932 byl prototyp důkladně testován a přestože vyhověl požadavkům armády na rychlost, dolet a nosnost, byla u něj shledána řada závažných nedostatků, které jej činily nevhodným pro řadovou službu. Jednalo se například o příliš dlouhé starty a přistání, stísněné vnitřní prostory, chvění ocasních ploch při vyšších rychlostech, či nedostatečnou obratnost. V případě odstranění zmíněných nedostatků mělo letectvo zájem o třetí prototyp a 27 sériových bambardérů A.42b. Plánována byla ještě dvoumotorová verze A.42c. Roku 1933 však byla objednávka na sériové A.42b zrušena a tím vývoj letounu skončil.

## Konstrukce
Bombardér měl tříčlennou posádku. Pilot a pozorovatel-bombometčík seděli vedle sebe v uzavřeném kokpitu s dvojím řízením. V zadní části trupu měl pracoviště radiooperátora-zadní střelec. Obsluhoval přitom dvojče 7,92mm kulometů umístěné na oběžném kruhu hřbetě trupu a jeden 7,92mm kulomet mířící pod letoun. Pilot navíc ovládal jeden pevný synchronizovaný 7,92mm kulomet. Konstrukce letounu byla smíšená. Zatímco dřevěná kostra křídla byla potažena plátnem a překližkou, kovová kostra ostatních částí byla potažena plátnem. Přední a zadní část trupu byla propojena chodbou vedoucí přes pumovnici. Kromě pumovnice byly bomba podvěšovány na dva podkřídelní závěsníky. Pevný záďový podvozek s pevnou ostruhou. Letoun poháněl jeden vodou chlazený osmnáctiválcový řadový motor o výkonu 900 koní, který roztáčel třílistou vrtuli.

## Specifikace

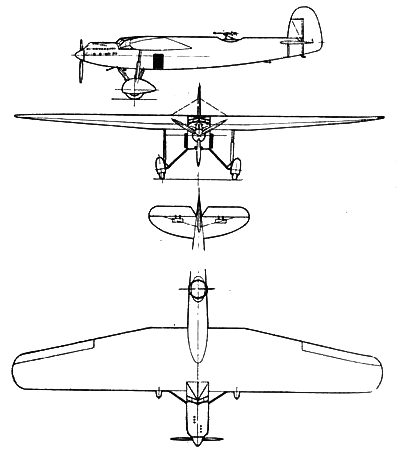
Třípohledový nákres z časopisu L'Aérophile, duben 1932

Údaje podle

### Technické údaje
- Osádka: 3  (pilot, pozorovatel/bombometčík, 1 radista/střelec)
- Rozpětí: 20,80 m
- Délka: 13,80 m
- Nosná plocha: 67,25 m²
- Prázdná hmotnost: 2940 kg
- Vzletová hmotnost: 4740 kg
- Pohonná jednotka: vodou chlazený osmnáctiválcový motor s válci do W Isotta Fraschini Asso
- Výkon motoru: 800 koní (588,4 kW)

### Výkony
- Maximální rychlost: 270 km/h
- Cestovní rychlost: 250 km/h
- Dostup: 7 000 m
- Stoupavost: výstup do výše 5 000 m za 50 minut
- Dolet: 1 200 km

### Výzbroj
- 1× pevný kulomet vz. 28 ráže 7,92 mm[4]
- 2× pohyblivý kulomet vz. 28 ráže 7,92 mm ve hřbetním střelišti[4]
- 1× pohyblivý kulomet vz. 28 ráže  7,92 mm v břišním střelišti[4]
- max. 1 520kg pum[4]